# Garfield (hrabstwo Jackson)
Garfield – miasto w Stanach Zjednoczonych, w stanie Wisconsin, w hrabstwie Jackson.